# Brian Ocampo
Brian Alexis Ocampo Ferreira (ur. 25 czerwca 1999 we Floridzie) – urugwajski piłkarz występujący na pozycji skrzydłowego, reprezentant Urugwaju, od 2022 roku zawodnik hiszpańskiego Cádiz.